# 集團喝彩
集團式喝彩或受僱喝彩人，其西方名字起源於古典法國劇院的一群專業喝彩人士，法語分別為claque和claqueur，原意是「拍手」。在古代僱用一班專門人士在演出時喝彩是非常普遍的，例如古羅馬的尼禄皇帝在演劇時就由五千名自己的士兵念誦讚詞歡迎他進場。法國詩人讓·杜拉（1508至1588年）受到啟發，在自己的朗誦會上演時買下一部分門票派發給一些人以換取他們在演出時鼓掌。到1820年出現了中介公司有系統地管理和提供喝彩服務，1830年起集團喝彩發展到成為一個門派，不同人負責不同的職責，方便戲劇和歌劇院僱用合適人數的職業喝彩隊，他們中間會有一個隊長（chef）帶頭、數個委員（commissaires）熟讀捧場的節目詳情後向其他觀眾解說戲劇的亮點、笑哈哈（rieurs）在詼諧的情節大聲作笑、飲泣者（pleureurs）在悲劇位流假眼淚用手帕刷眼（有時候會用鹽來催淚）、逗趣者（chatouilleurs）會說個笑話或給個糖果讓旁邊覺得沉悶的觀眾保持注意力、喊bis人（bisseurs）在尾聲時拍掌和大喊「bis! bis!」要求安可。
職業喝彩的文化傳播到意大利、維也納、倫敦和紐約的劇院。它亦慢慢成為一種勒索手段，歌手出道時會被要求支付喝彩集團以避免他們在自己的演唱會上喝倒彩。德國音樂家瓦格纳1861年就曾經撤回歌劇唐懷瑟在巴黎歌劇院的公演，因為首演日遭到巴黎馬會會員集團式喝倒彩。
後來指揮家古斯塔夫·馬勒和阿图罗·托斯卡尼尼都譴責集團喝彩的風氣，認為這是有礙音樂會禮儀的發展。